# Pir Panjal Railway Tunnel
Der Pir Panjal Railway Tunnel (auch „Banihal Railway Tunnel“ genannt), technischer Name „T-80“, ist ein 11,21 Kilometer langer, eingleisiger Eisenbahntunnel im Pir Panjal Gebirge des Himalayas. Er war zwischenzeitlich der längste Eisenbahntunnel Indiens. Die Bahnstrecke Jammu–Baramulla, die durch den Tunnel führt, soll das Kaschmirgebiet mit dem Rest Indiens verbinden, sie ist derzeit (Stand April 2024) noch nicht durchgehend fertiggestellt.

## Technische Daten
Der Tunnel befindet sich auf einer Höhe von rund 1760 Metern, er unterquert den Banihal Pass. Der Eisenbahntunnel ist 8,4 Meter breit und 7,4 Meter hoch. Das Gleis entspricht der indischen Breitspur von 1,676 Millimetern. Neben dem Gleis verläuft eine 3 Meter breite Straße für Wartungszwecke und für Notfälle. Ein Zug benötigt ca. 9 1/2 Minuten für die Durchfahrt, wobei eine maximale Geschwindigkeit von 75 km/h festgelegt ist.
Der Tunnel verkürzt die Strecke zwischen Banihal und Quazigund um 17 Kilometer von 35 Straßenkilometer auf jetzt 17,5 Kilometer mit der Bahn.
Der Bau der 345 Kilometer langen Eisenbahnverbindung in das Kaschmirtal wurde im März 2002 von der indischen Regierung beschlossen. Die Baumaßnahmen am Tunnel begannen im November 2005. Anstelle von Tunnelbohrmaschinen entschied man sich für die neue Österreichische Tunnelbaumethode, die erstmals in Indien eingesetzt wurde. Der Tunneldurchschlag erfolgte im Oktober 2011, die Eröffnung war im Juni 2013. Der Tunnel wird überwacht, er verfügt über künstliche Belüftung und Brandschutzeinrichtungen.

## Bedeutung des Infrastrukturprojekts
Das im Himalaya gelegene Kaschmirgebiet ist von Indien verkehrstechnisch nur schwer zugänglich. Es gibt seit vielen Jahren territoriale Streitigkeiten zwischen Indien, Pakistan und China. Der Eisenbahnanschluss schafft eine leistungsfähige, winterfeste Verbindung zwischen der Grenzregion und dem Rest Indiens. Die Fertigstellung der kompletten Strecke ist für Dezember 2022 geplant. Sowohl wirtschaftlich als auch aus militärisch hat die Baumaßnahme eine große Bedeutung für Indien. Auch technisch ist das Projekt eine große Herausforderung für die beteiligten lokalen Unternehmen.